# Jean Girard (imprimeur)
Pour les articles homonymes, voir Jean Girard et Girard.
 (septembre 2017).
Si vous disposez d'ouvrages ou d'articles de référence ou si vous connaissez des sites web de qualité traitant du thème abordé ici, merci de compléter l'article en donnant les références utiles à sa vérifiabilité et en les liant à la section « Notes et références ».
Jean Girard, parfois Gérard (? - 1558) est un imprimeur piémontais protestant de la Réforme.

## Biographie
Fils de Pierre Girard, issus des imprimeurs saumurois, Jean Girard s'est fait connaître à l'époque où la censure battait son plein contre les écrits jugés hérétiques des livres réformés (particulièrement les textes luthériens), qui commençaient à se répandre en Europe grâce aux progrès de l'imprimerie.
Émigré en Piémont, il est appelé à Genève en 1536 par Guillaume Farel (déjà à l'origine de l'installation en Suisse de Pierre de Vingle), et qui souhaite alimenter en textes et doctrines les communautés réformées dont le nombre va croissant. Jean Girard fait office à l'époque de novateur, introduisant une typographie basée sur des caractères romains et non plus gothiques. Il est le principal imprimeur de Genève jusqu'en 1549, et imprime notamment une quarantaine des œuvres de Jean Calvin. On lui doit notamment la publication en 1541 de l’Institution de la Religion Chrétienne en 1536, sous forme d'un volume de 822 pages en petits caractères et format de poche. Calvin est à l'époque interdit en France par la Sorbonne et le Parlement de Paris.
À partir de 1550, sa position dominante à Genève va être éclipsée par l'arrivée en masse des imprimeurs et libraires italiens et français, victimes de l'Inquisition dans leurs pays d'origine (l'imprimeur réformé et propagandiste Étienne Dolet a été brûlé à Paris en 1546). Parmi ceux-ci, Jean Crespin, les frères Rivery, Conrad Badius et Robert Estienne amènent avec eux de nouvelles techniques et un perfectionnement des pratiques typographiques, qui relègue dans l'ombre les précédentes innovations de Girard. Par ailleurs, les livres qu'il imprime sont mis à l'index en 1551 dans un Catalogue des livres censurez.
Il perdra peu à peu sa position d'imprimeur privilégié des réformateurs, et mourra dans la gêne en 1558. Il avait un frère qui exerçait le même métier, et il a été marié en tout cas deux fois, avec Claude de Mussi et Jeanne-Françoise Levet.  

## Procès
Il est en tout cas à deux reprises emprisonné et jugé par les autorités de la République de Genève, le 1er mai 1539 et en mai 1551. En 1539, alors que Calvin et Farel ont été expulsés de Genève par décision du Conseil général du 23 avril 1538, il publie l’Épître très utile de Marie Dentière, sans l'avoir préalablement soumise à la censure. Censure qui d’ailleurs n’existe pas encore formellement mais est alors rapidement mise en place: immédiatement après cet incident, une ordonnance est en effet promulguée par le Conseil le 9 mai 1539, qui interdit l’impression à Genève de tout ouvrage qui n’a pas été présenté au Sénat et vu par les ministres.
En 1551, Girard passe outre une interdiction d’impression. Il s'agit d'un texte du médecin Benoît Textor, ami de Calvin, intitulé  Le testament et la mort de la femme de Pierre Viret. Textor (Hestor dans les documents officiels de l'époque) lui commande l'impression de ce texte, certainement avec l'approbation de Pierre Viret lui-même, bien que celui-ci l'ait toujours nié publiquement haut et fort, et sans doute avec l’approbation tacite de Calvin. Cette affaire provoque une polémique durable entre les partisans et les opposants de Viret. Mais Girard est le seul inquiété (Textor n'est même pas mentionné dans l'acte d'accusation) et il est mis en prison le 11 mai. Il en est cependant immédiatement tiré le 12 sur l’intercession personnelle de Calvin. Il n'est cependant pas possible de saisir les véritables causes de cette affaire, puisque tous les exemplaires du document litigieux ont été détruits. 